# The Void – Es gibt eine Hölle. Dies hier ist schlimmer.
The Void – Es gibt eine Hölle. Dies hier ist schlimmer. (Originaltitel: The Void) ist ein kanadischer Horrorfilm von Jeremy Gillespie und Steven Kostanski aus dem Jahr 2016.

## Handlung
Der Polizist Daniel Carter findet auf Streife einen jungen Mann namens James, welcher in schwer verletztem Zustand aus dem Wald gekrochen kommt. Daniel fährt mit ihm zum nahe gelegenen Krankenhaus. In der dortigen Notaufnahme wartet die junge schwangere Frau Maggie zusammen mit ihrem Großvater auf das Einsetzen ihrer Wehen.
Kurz nach der Aufnahme von James ersticht die Krankenschwester Beverly einen Patienten mit einer Schere und wird daraufhin von Daniel, der Zeuge der Tat geworden ist, aus Notwehr erschossen. Um Hilfe anzufordern, verlässt Daniel das Krankenhaus, um das Funkgerät in seinem Wagen dafür zu nutzen. Dabei bemerkt er, dass das Krankenhaus von Gestalten in weißen Kapuzenkutten umstellt ist. Beim erneuten Betreten des Krankenhauses hört er James schreien und als er dessen Krankenzimmer betritt, sieht er, wie aus Beverlys Leiche Tentakeln wachsen. Diese versuchen, nach James zu greifen, jedoch gelingt es Daniel, ihn rechtzeitig zu retten.
In der Zwischenzeit sind sich zwei Jäger, Vater und Sohn, im Krankenhaus eingetroffen, welche James zuvor im Wald gejagt hatten. Sie hatten vermutet, dass er etwas mit dem seltsamen Kult der Kapuzengestalten zu tun hat, welche ihnen nun draußen auflauern. Nachdem sie die Kreatur, welche aus Beverly entstand, erschossen haben, machen sich die beiden Jäger und Daniel auf den Weg zu dessen Auto, wo sich weitere Munition befindet. Dabei wird Daniel von einem der Kapuzenträger mit einem Messer verletzt. Nach dem Tod des schichthabenden Arztes Dr. Richard Powell infolge eines gruppeninternen Konfliktes begibt sich die Krankenschwester Allison auf den Weg ins Medikamentenlager, da Maggies Zustand sich verschlechtert hat und die Geburt ihres Kindes bald bevorzustehen scheint.
Als Allison nach einiger Zeit jedoch immer noch nicht zurückkehrt ist, machen sich Daniel, die beiden Jäger und James auf den Weg zum Medikamentenlager. Dabei werden sie von der Auszubildenden Kim per Funk navigiert, welche sich um Maggie kümmert. Entgegen Kims Beschreibung gelangt die Gruppe jedoch nicht in die Leichenhalle, wo die Medikamente gelagert werden, sondern kommt zu einer weiteren Treppe, welche ein Geschoss tiefer führt. Nachdem sie diese hinabgestiegen sind, stehen sie vor einer Tür mit einem aufgemalten Dreieckssymbol, welches auch die Kapuzenkutten ihrer Verfolger ziert und mit dem Ursprung des Kultes zusammenhängt.
Hinter der Tür erscheint ihnen der verstorbene Arzt Dr. Richard Powell in Form eines Monsters und äußert seinen einzigen Wunsch: Er möchte seine Tochter wiederhaben. Daraufhin taucht die schwangere Maggie auf, welche vor Dr. Powell niederkniet. Sie trägt dessen monsterhaftes Kind in sich, welches wenige Augenblicke später aus ihr hervorbricht und die beiden Jäger attackiert. Als das Monster den Oberkörper des Jägervaters durchsticht, wird seinem Sohn bewusst, dass er ihn nicht mehr retten kann, jedoch die Möglichkeit besitzt, die Kreatur zu töten. Daraufhin zündet er eine Handfackel an, welche er dieser entgegenwirft.
Verletzt schleppt sich der Jägerssohn nach oben, wo er die auszubildende Krankenpflegerin Kim als einzige Überlebende vorfindet. Die Kapuzengestalten vor dem Krankenhaus sind verschwunden. Währenddessen finden sich Daniel und Allison in einer Parallelwelt wieder, aus der ein Entkommen aussichtslos scheint.

## Produktion

### Drehorte
Die Dreharbeiten fanden in Sault Ste. Marie in Ontario statt.

### Synchronisation
Die deutschsprachige Synchronisation entstand unter der Dialogregie von Angelika Scharf im Auftrag der Synch! Synch! Kino- & TV-Synchronisation GmbH.
| Rolle           | Darsteller      | Synchronsprecher |
| --------------- | --------------- | ---------------- |
| Allison Fraser  | Kathleen Munroe | Elena Wilms      |
| Cliff Robertson | Matthew Kennedy | Felix Strüven    |
| Daniel Carter   | Aaron Poole     | Jaron Löwenberg  |
| Maggie          | Grace Munro     | Franciska Friede |
| Mitchell        | Art Hindle      | Jürgen Holdorf   |

## Rezeption

### Kritiken
Der Film erhielt überwiegend ausgeglichene Kritiken und erzielte bei IMDb eine durchschnittliche Bewertung von 5,9 der möglichen 10 Punkte. Der Film erhielt eine Bewertung von 62 % bei Metacritic. Auf Rotten Tomatoes konnte der Film bereits 77 Prozent der Kritiker überzeugen. Das Lexikon des internationalen Films urteilt: „Geradliniger Horrorfilm im Geist der 1980er-Jahre, der seinen Schrecken mit reichlich Kunstblut und handgefertigten Effekten verbreitet. Trotz der eher durchschnittlichen Darsteller eine solide Genrearbeit, die geschickt mit Zitaten aus dem Universum von H. P. Lovecraft hantiert.“

### Auszeichnungen und Nominierungen
- Nashville Film Festival 2017: Nominierung
- Boston Underground Film Festival 2017: Nominierung in der Kategorie Best Feature
- Fright Meter Awards 2017: Auszeichnung in den Kategorien Best Make Up und Best Special Effects
- Nevermore Film Festival 2017: Auszeichnung in der Kategorie Best Feature